# サン・ポーロ・デンツァ
サン・ポーロ・デンツァ（伊: San Polo d'Enza）は、イタリア共和国エミリア＝ロマーニャ州レッジョ・エミリア県にある、人口約6,100人の基礎自治体（コムーネ）。

## 地理

### 位置・広がり

#### 隣接コムーネ
隣接するコムーネは以下の通り。括弧内のPRはパルマ県所属を示す。
- ビッビアーノ
- カノッサ
- モンテッキオ・エミーリア
- モンテキアルーゴロ (PR)
- クアットロ・カステッラ
- トラヴェルセートロ (PR)
- ヴェッツァーノ・スル・クロストロ

### 気候分類・地震分類
サン・ポーロ・デンツァにおけるイタリアの気候分類 (it) および度日は、zona E, 2408 GGである。
また、イタリアの地震リスク階級 (it) では、zona 3 (sismicità bassa) に分類される。

## 行政

### 分離集落
サン・ポーロ・デンツァには以下の分離集落（フラツィオーネ）がある。
- Barcaccia, Grassano, Pontenovo